# SIG P210
SIG P210 (В швейцарской армии обозначен как Pistole 49, гражданская модель была известна до 1957 года как SP47/8) это самозарядный пистолет, разработанный и производившийся в Нойхаузене-ам-Райнфаль (кантон Шаффхаузен, Швейцария) компанией SIG с 1948 по 2006 год.
Пистолет полностью изготовлен из стали. Использует патроны 9×19 мм Парабеллум и 7,65×21 мм Парабеллум. С 1949 по 1975 год  данный пистолет состоял на вооружение швейцарской армии и полицейских подразделений. Также был принят и до сих пор находится на вооружении вооружённых сил Дании (как M/49 Neuhausen).
Пистолеты были сняты с вооружения швейцарской армией и заменены на SIG Sauer P220 (В швейцарской армии обозначен как Pistole 75), разработанный в 1975 году. Швейцарское производство P210 продолжалось до 2006 года. Новая модель P210 Legend была представлена немецкой компанией SIG Sauer GMBH в 2010 году, а другая, P210A, была представлена компанией SIG Sauer Inc. из Нью-Гэмпшира в США в 2017 году. В 2022 году Sig Sauer выпустила P210 Carry, первоначально дебютировавшего на выставке Shot Show 2010 в Лас-Вегасе, штат Невада. P210 Carry легче и меньше оригинального P210, имеет раму из сплава и ствол длинной 4,1 дюйма вместо ствола длинной 4,7 дюйма как у оригинального P210.

## История
Конструкция пистолеты была заимствована у пистолета Modèle 1935A, разработанного конструктором Шарлем Петтером. В 1937 году компания Schweizerische Industrie Gesellschaft (SIG) приобрела у SACM лицензию на систему Петтера-Браунинга, чтобы разработать замену для пистолета Luger Parabellum 06/29, стоявшего на вооружении с 1900 года. SIG оценила не менее 11 прототипов с 1942 по 1944 год. Производство пистолета Selbstladepistole Neuhausen модели 44/16 началось в 1944 году. Были сохранены некоторые из оригинальных особенностей системы Петтера-Браунинга. Ёмкость магазина Neuhausen 44/16 составляла 16 патронов.
Разработка была приостановлена из-за начала Второй мировой войны. После испытаний различных экспериментальных моделей (таких как вышеупомянутый 44/16 с двухрядным магазином) модель 47/8 была принята в октябре 1948 года как Pistole Modell 1949 (P49), а SP47/8 — для гражданского рынка. Некоторые предыдущие модели были испытаны шведскими спортивными стрелками и датской армией (обозначение датской армии — Pistol M/1949).
Модель 47/8 поддерживала простую замену стволов между калибрами 7,65 и 9 мм и имела комплект для переделки в .22 калибр (см. Таблицу ниже).
|                  | 44/8            | 44/16          | Mod. SP 47/8   | Mod. SP 47/8       | Mod. SP 47/8   |
| ---------------- | --------------- | -------------- | -------------- | ------------------ | -------------- |
| Патрон           | 9 мм Парабеллум | 9мм Парабеллум | 9мм Парабеллум | 7,65 мм Парабеллум | .22 Long Rifle |
| Полная длина     | 215 мм          | 215 мм         | 215 мм         | 215 мм             | 215 мм         |
| Длина ствола     | 120 мм          | 120 мм         | 120 мм         | 120 мм             | 120 мм         |
| Высота           | 130 мм          | 143 мм         |                |                    |                |
| Масса            | 900 г           | 1095 г         | 985 г          | 995 г              | 945 г          |
| Ёмкость магазина | 8               | 16             | 8              | 8                  | 8              |

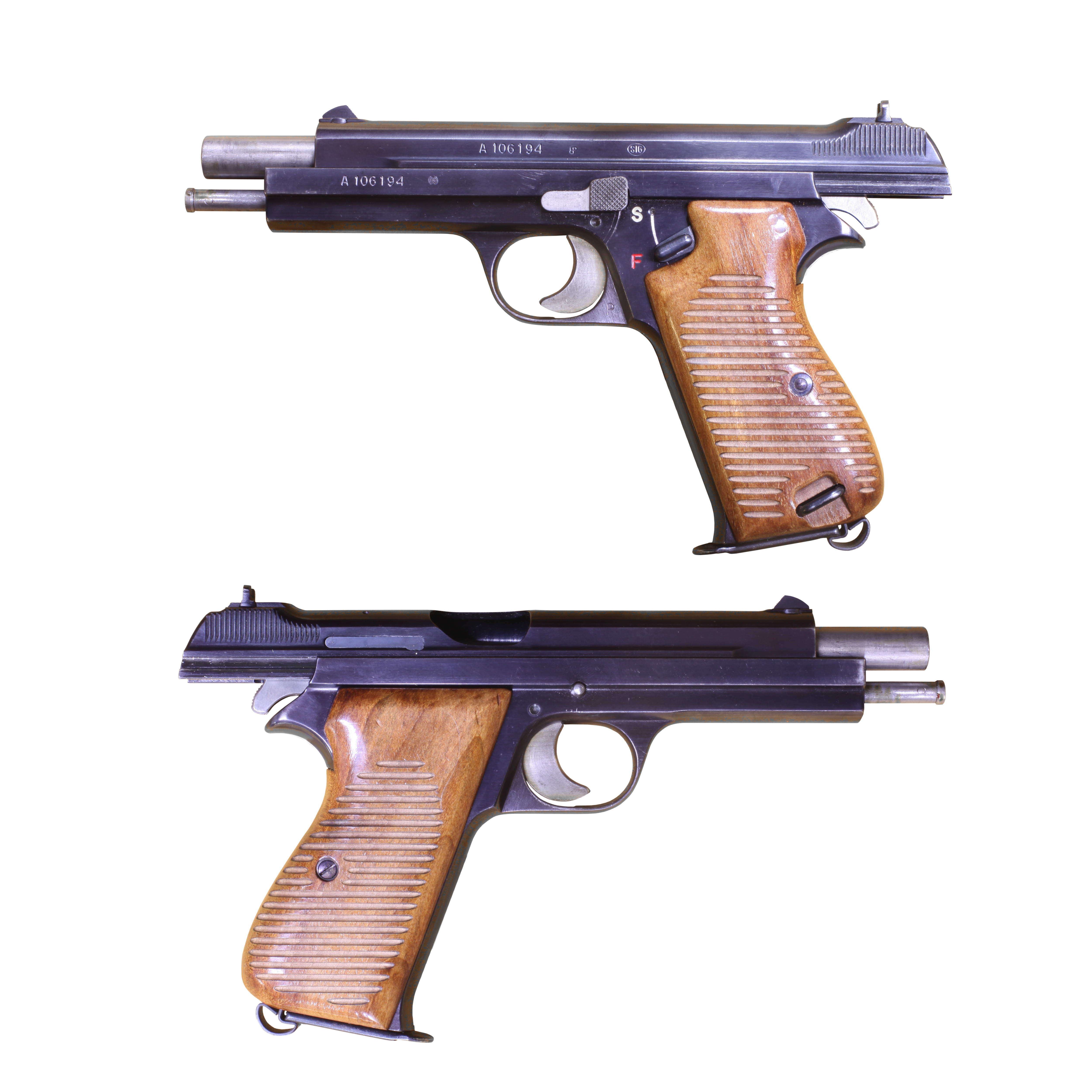
Ранняя (первая серия, вторая партия) армейская модель P49 с открытым затвором.

SIG M/1949 — модель 47/8, закупленная для датских вооружённых сил, военной полиции и сил специального назначения под патрон 9 мм Luger. Обычно в Дании именуется Neuhausen. Данная модель имеет штамповку «P m/49» и известна также как «P210-DK». Впервые был выпущен в 1950 году для технического корпуса датской армии. Оставался стандартным пистолетом в датских вооруженных силах на протяжении 60 лет непрерывного использования, с 2010-х годов его заменяют на более современный SIG Sauer P320 X-5 Carry.
В 1957 году гражданское обозначение (SP47/8) было окончательно изменено на P210 в соответствии с номенклатурной политикой компании. Модель P210-1 в ретроспективе охватывает все модели, выпущенные до 1965 года. Обозначение P210-2 относится к моделям, выпускавшимся с 1966 года (начиная с серийного номера Р 59071).
P210-3 был полицейским вариантом, выпускавшимся с 1951 по 1964 год (серийные номера от P 6791 до P 6840 и от P 8001 до P 8893) в ограниченном количестве для полицейских сил Базеля, Лозанны и Гларуса, а некоторые из них были проданы на частном рынке. P210-4 был вариантом, произведённым для немецкой пограничной службы (серийные номера от D 1 до D 6500). P210-5 и P210-6 были гражданскими моделями для стрельбы по мишеням, выпускавшимися в 1980-х и 1990-х годах. P210-7 был редкой моделью под патрон .22lr, выпускавшейся в 1950-х – 1960-х годах.

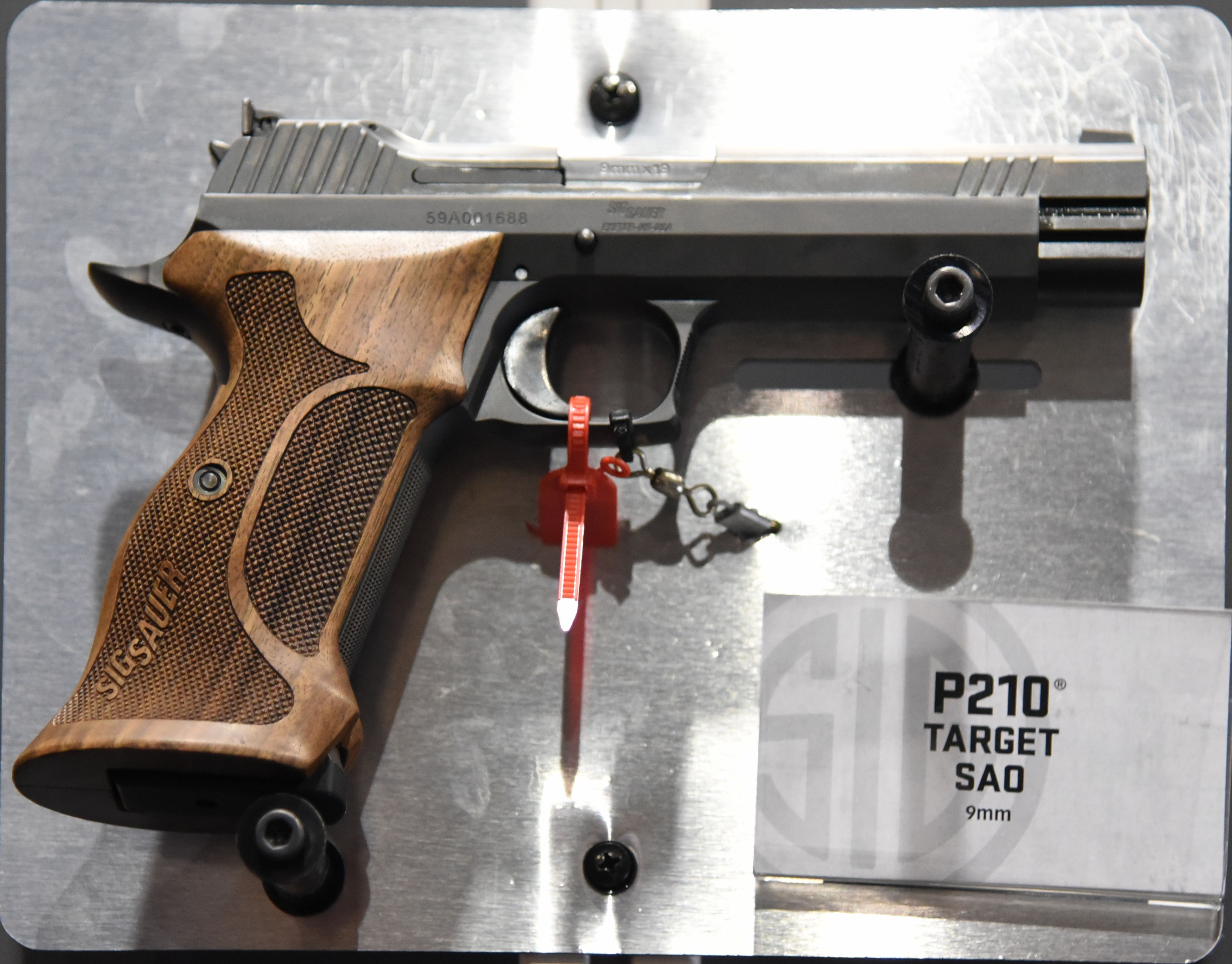
SIG Sauer P210A Target (2017 г.)

SIG была переименована в SIG Sauer после приобретения немецкой компанией Sauer & Sohn в 1970-х годах в 2000 году. Производство P210 продолжалось для частных клиентов до 2006 года. С 2010 года новая модель, получившая название P210 Legend, начало производиться компанией SIG Sauer, GMBH в Эккернфёрде, Германия. Данная модель экспортировалась в США до 2017 года, пока компания SIG Sauer Inc. из Нью-Гэмпшира не начала производство собственной модели, получившей название P210A в Эксетере, штат Нью-Гэмпшир, в двух версиях: Standard (210A-9-B) и Target ( 210А-9-TGT).

## Операторы
- Дания: используется Вооружёнными силами Дании[4] как m/49.[5]
- Казахстан: используется Службой государственной охраны с 2007 года.[6][7]
- Латвия: используется Национальной гвардией.[8]
- Монако[9]
- Швейцария: используется Армией и Полицией.[10]